# Сальви, Никола
Никола Сальви, или Никколо Сальви (итал. Nicola Salvi, Niccolo Salvi; 6 августа 1697, Рим — 8 февраля 1751, Рим) — итальянский архитектор эпохи позднего барокко и неоклассицизма. Среди его немногих завершённых проектов — знаменитый фонтан Треви в Риме, Италия.

## Жизнь и творчество
Никола Сальви родился 6 августа 1697 года в богатой римской семье, возможно, уроженцев Абруццо: его родителями были Джузеппе Андреа Сальви и Анна Барбара Фиори. Крещён 12 августа в церкви Сан-Лоренцо-ин-Дамазо. С юности Никола Сальви, «смущённый заиканием и задумчивый», «с искренним и великодушным сердцем» показал себя «наделённым великим духом и глубоким умом», изучая философию, латинскую и итальянскую филологию, геометрию, математику и анатомию в течение девяти лет, прежде чем перейти к архитектурным исследованиям под руководством академического живописца Никколо Риччолини и архитектора Антонио Каневари, что по определению Ф. Милициа «заставило его изучать Витрувия и рисовать лучшие памятники древности и современности».
Принятый в 1717 году в Римскую философско-филологическую Аркадскую академию, после изучения математики и философии Сальви сосредоточил свои усилия на архитектуре. После отъезда в 1728 году Каневари в Лиссабон, консультантом при дворе короля Португалии, Сальви взял на себя управление его римской мастерской, работая над проектированием сценографических устройств. Хорошо известна праздничная пиротехническая машина, которую он установил в 1728 году на фонтане Баркачча на площади Испании в Риме.
Другими его проектами в эти годы были баптистерий (ныне разрушенный) базилики Сан-Паоло-фуори-ле-Мура, работы в капелле Руффо в церкви Сан-Лоренцо-ин-Дамазо (1735) и реконструкция церкви Санта-Мария-ин-Гради в (1738) в Витербо, но она была разрушена при бомбардировке во время Второй мировой войны (в настоящее время восстановлена). Сальви совместно с Луиджи Ванвителли и Каневари создал капеллу, которая считается одной из самых богато оформленных, для иезуитской церкви Святого Роха в Лиссабоне (Igreja de São Roque) и скинию для аббатства Монтекассино (Лацио). Вместе с Ванвителли в 1745 году расширял Палаццо Киджи-Одескальки в Риме. За свой вклад в строительство Вечного города Сальви был избран в «Папскую академию виртуозов в Пантеоне».
Самым значительным произведением Сальви, безусловно, является фонтан Треви, строительство которого занимало его до конца жизни. В 1732 году папа Климент XII организовал два конкурса. Один — на лучший проект нового фасада для Латеранской базилики, а другой — для общественного фонтана в районе Треви. Первый конкурс выиграл Алессандро Галилей, хотя проект Сальви получил много похвал. Для фонтана Треви также вначале выбрали проект Галилея, но из-за протестов римских граждан в связи с победой флорентийца, заказ получил именно Сальви.
Работы начались в 1732 году и завершились к 1762 году. С фонтаном Треви заканчивается плодотворная карьера Николы Сальви, который, однако, не увидел воплощения своего проекта. Он начал испытывать первые признаки физического истощения, возможно, в результате многочисленных осмотров тоннелей акведука фонтана. Он умер 8 февраля 1751 года в своём доме на улице Виа делла Колонна в Риме.